# Restaurant scolaire de Marçon
Le restaurant scolaire de Marçon est un bâtiment situé à Marçon, dans le département français de la Sarthe. Réalisé par les architectes Le Corbusier et André Wogenscky, il bénéficie d'un classement au titre des monuments historiques.

## Description
Le restaurant scolaire de Marçon est un bâtiment rectangulaire construit entièrement conçu sur pilotis. Il contient de grandes verrières et les murs extérieurs sont en béton et en brique rouge. L'accès se fait par une rampe en béton.
Le mobilier intérieur en bois a également été conçu par l'architecte.

## Historique
La commune de Marçon confie la construction de son restaurant scolaire au célèbre architecte Le Corbusier en 1956. Il est assisté dans les travaux jusqu'en 1958 par André Wogenscky. 
L'édifice bénéficie d'une inscription au titre des monuments historiques par arrêté du 19 septembre 2002 et d'un classement par arrêté du 14 septembre 2023 qui se substitue à celui de l'inscription.